# 超鞭毛虫

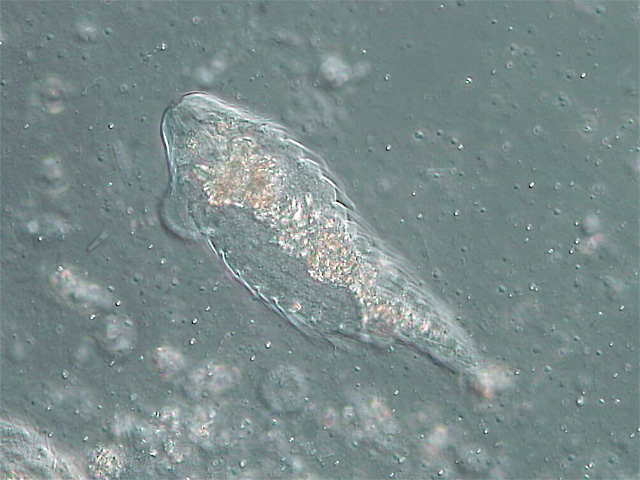
ナガケカムリ

超鞭毛虫（ちょうべんもうちゅう、英: hypermastigotes）は、木材食の昆虫の消化管内に生息し、細胞表面に多数の鞭毛を持つ鞭毛虫の総称である。かつては超鞭毛虫目（Hypermastigida)あるいは超鞭毛虫綱(Hypermastigidea)として独自の分類群にまとめられていた。系統的には寄生性の原虫として有名なトリコモナス類に近く、併せてパラバサリアを構成する。現在はパラバサリアの中で複数回独立に出現した多系統群だと考えられており、その特徴的な形態を示す総称として用いられている。
属名の最後が「-nympha」で終わるものが多いが、いわゆる「妖精」や「花嫁」を連想させるとはとても思えない外見の鞭毛虫類である。

## 特徴
多数の鞭毛は列状に配列しており、それが螺旋を描くなどして細胞表面に配置されている。鞭毛が細胞の前端付近に集中して配列するものもあるが、より広い範囲に配置するものが多い。中にはほぼ全表面に鞭毛を持つものもあり、その場合、外見的にはアルベオラータの繊毛虫に類似するが、全く別のグループである。鞭毛列の配置によっては複数の体節から成るように見える種もあるが、超鞭毛虫類は単細胞生物であるのでこれは体節ではない。
パラバサリア類共通の構造として、ゴルジ体とそれに付属する繊維系「副基体」(parabasal body) と、細胞内部を走り後端は突出することもある微小管束「軸桿」(axostyle) を持つ。
細胞核は1つで、核分裂時には核外紡錘体が形成される。
有性生殖やシストの存在も報告されている。
超鞭毛虫類は腸管内という嫌気的な環境で生活するがゆえに、好気呼吸のためのミトコンドリアを持たず、代わりにハイドロジェノソーム (hydrogenosome) という嫌気環境用のATP産生器官を備える。

## 宿主
シロアリや一部のゴキブリの消化管内に生息する。ゴキブリと言っても一般家庭に出現するような雑食性のものではなく、専ら野外に生息し、木材を食むようなごく限られた種に共生している。同じパラバサリア類であるトリコモナス類には、少数ながら自由生活をする種があるが、超鞭毛虫類はすべて寄生性である。
シロアリの場合、主食である植物遺体の主成分であるセルロース分解能が十分でないため、微生物と共生関係をもっている。シロアリ類のうち、この類と共生関係を持つのは下等シロアリ類である。高等シロアリ類は細菌及び外部の菌類と共生関係をもち、この類を持たない。シロアリと腸内微生物との間には種特異性があり、シロアリの種ごとに棲んでいる鞭毛虫の種も異なっている。なお、ゴキブリの一部がこの類を持つ事は、シロアリとゴキブリの類縁関係を示すものとの考えもある。
超鞭毛虫は宿主から住処を提供される一方、セルラーゼを分泌して木材の消化を補助する。その点では、シロアリに寄生しているというよりは共生であるとも言える。しかしながら、超鞭毛虫もさらにその細胞内に共生バクテリアを保持している事があり、セルラーゼの正確な産生者が誰であるのかは確定的でない。超鞭毛虫類と同様に昆虫の腸内ファウナを構成する原生生物としては、オキシモナス類などがあげられる。
なお、超鞭毛虫には体表にスピロヘータを共生させているものがある。一見は鞭毛のように見え、これが初期の細胞内共生説において鞭毛が共生微生物起源であるという考えの根拠の一つとされていた。ただしこの説は鞭毛に関しては現在ではほぼ否定されている。

## 分類
古典的には鞭毛虫亜門動物性鞭毛虫綱に超鞭毛虫目（またはケカムリ目、Hypermastigida)を置いていた。ただし20世紀半ばから、トリコモナス類との類似を指摘した上で、超鞭毛虫目としての一体性を否定して数個の独立した目とする見解もあった。もっとも通常は超鞭毛虫を2～3群に分け、2群に扱う場合には、構造が比較的単純で鞭毛系が細胞分裂のたびに消失再生を繰り返すロフォモナス類(lophomonads)と、回転対称性をもった構造を持ち細胞分裂時にも鞭毛系が継続的に維持されるトリコニンファ類(trichonymphids)とする。また3群に扱う場合には、トリコニンファ類から鞭毛装置がらせん状に配列するスピロトリコニンファ類(spirotrichonymphids)を区別した。
古典的な取扱いでは、超鞭毛虫目を以下の2亜目に分ける。
- 超鞭毛虫目（ケカムリ目） Hypermastigida Grassi & Foà, 1911
  - ロフォモナス亜目 Lophomonadina Light, 1927
  - トリコニンファ亜目 Trichonymphina Grassé & Hollande, 1942

本格的な変革が始まる直前の分類体系は次のとおりである
。
- 超鞭毛虫綱 Hypermastigia
  - ロフォモナス目 Lophomonadida
    - Joeniidae
    - Lophomonadidae
    - Kofoididae
    - Rhizonymphidae
    - Microjoenidae
    - Deltotrichonymphidae

  - トリコニンファ目 Trichonymphida
    - Hoplonymphidae
    - Staurojoeninidae
    - ケカムリ科 Trichonymphidae
    - Eucomonymphidae
    - ナガケカムリ科 Teranymphidae
    - Spirotrichosomidae

  - スピロトリコニンファ目 Spirotrichonymphida
    - Spirotrichonymphidae
    - Holomastigotoididae
    - Holomastigotidae

20世紀末になると分子系統解析によって超鞭毛虫の単系統性が否定された。そのうちロフォモナス類は比較的構造が単純で、トリコモナス類のうちDevescovinidae科とCalonymphidae科のものと細胞構造が類似していることから、クリスタモナス目（Cristamonadida）としてまとめられた。
- クリスタモナス目 Cristamonadida （ロフォモナス類を含む）
- トリコニンファ目 Trichonymphida
  - トリコニンファ亜目 Trichonymphina
  - スピロトリコニンファ亜目 Spirotrichonymphina

つづいて2010年にパラバサリア全体が系統関係を反映するよう6綱に改編され、そのうち3綱3目に超鞭毛虫は散在している。
- クリスタモナス綱 Cristamonadea
  - クリスタモナス目 Cristamonadida （ロフォモナス類を含む）
- トリコニンファ綱 Trichonymphea
  - トリコニンファ目 Trichonymphida
- スピロトリコニンファ綱 Spirotrichonymphea
  - スピロトリコニンファ目 Spirotrichonymphida